# Gaj palmowy w Elche
Gaj palmowy w Elche (hiszp. Palmeral de Elche, kat. Palmerar d’Elx) – duży obszar porośnięty palmami w granicach miasta Elche w prowincji Alicante w Hiszpanii. Jest to największe skupisko palm w Europie, jedynie niektóre gaje palmowe w krajach arabskich przewyższają go rozmiarami.
W Elche rośnie ponad pół miliona palm. Przypuszczalnie zasadzili je Kartagińczycy, którzy zwrócili uwagę na odpowiednie warunki do uprawy tych roślin. Rzymianie kontynuowali ich uprawę, zaś Arabowie znacznie ją rozszerzyli. Za Abd ar-Rahmana I zbudowano sieć kanałów melioracyjnych. W średniowieczu uchwalono kilka dekretów w celu ochrony gaju, od tej pory pozostaje on pod nieustanną ochroną prawną.

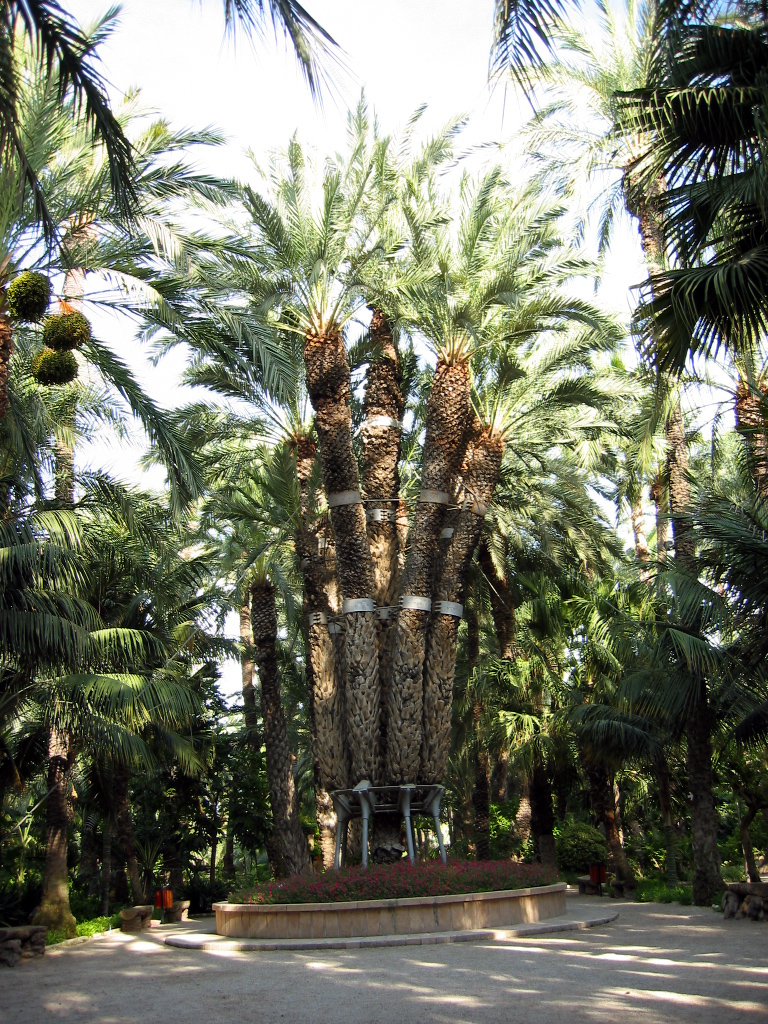
Palma Cesarska (Palmera Imperial) nazwana na cześć Elżbiety Bawarskiej

Najstarsze i najwspanialsze okazy rosną w tzw. Księżym Ogrodzie (hiszp. Huerta del Cura). Niektóre z drzew liczą ponad 300 lat (warto pamiętać, że palma rośnie średnio od 250 do 300 lat). Większość gatunków to palmy daktylowe, owocujące w grudniu. Najsłynniejszym okazem jest Palma Cesarska, nazwana tak na cześć Elżbiety Bawarskiej, która w 1894 odwiedziła Elche. 7 olbrzymich pni przypomina kształtem kandelabr – cesarzowa Sissi miała o drzewie powiedzieć, że godne jest cesarskiego tytułu.
Głównym drzewem w gaju w Elche jest palma daktylowa, chociaż spotyka się też inne drzewa charakterystyczne dla klimatu śródziemnomorskiego: drzewka pomarańczowe, cytrynowe czy granatowce.
W 2000 roku gaj palmowy w Elche został wpisany na listę światowego dziedzictwa UNESCO.
Obecnie drzewa w gaju zagrożone są owadem z gatunku Rhynchophorus ferrugineus. To przypominający skarabeusza chrząszcz, który składa jaja wewnątrz pnia palmy. Larwy owada żywią się następnie tkanką drzewa.

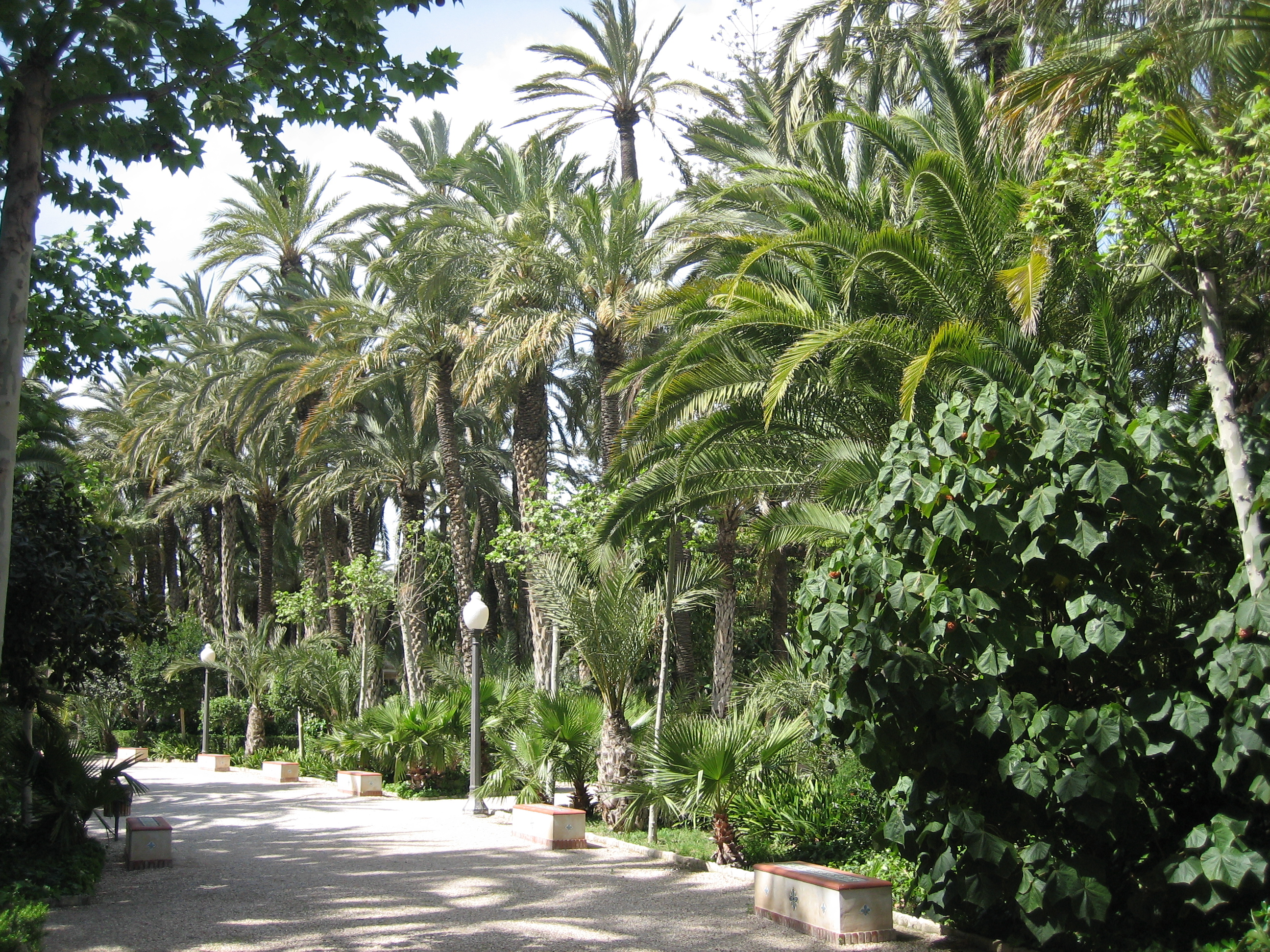